# Uvalde
Uvalde é uma pequenas cidade rural, de cerca de 16 mil habitantes, localizada no sudoeste do estado norte-americano do Texas, no Condado de Uvalde.

Em maio de 2022 tornou-se famosa devido ao tiroteio na Escola Primária Robb.

<small>Muitos prédios da cidade datam do final dos 1800s ou início dos 1900s</small>
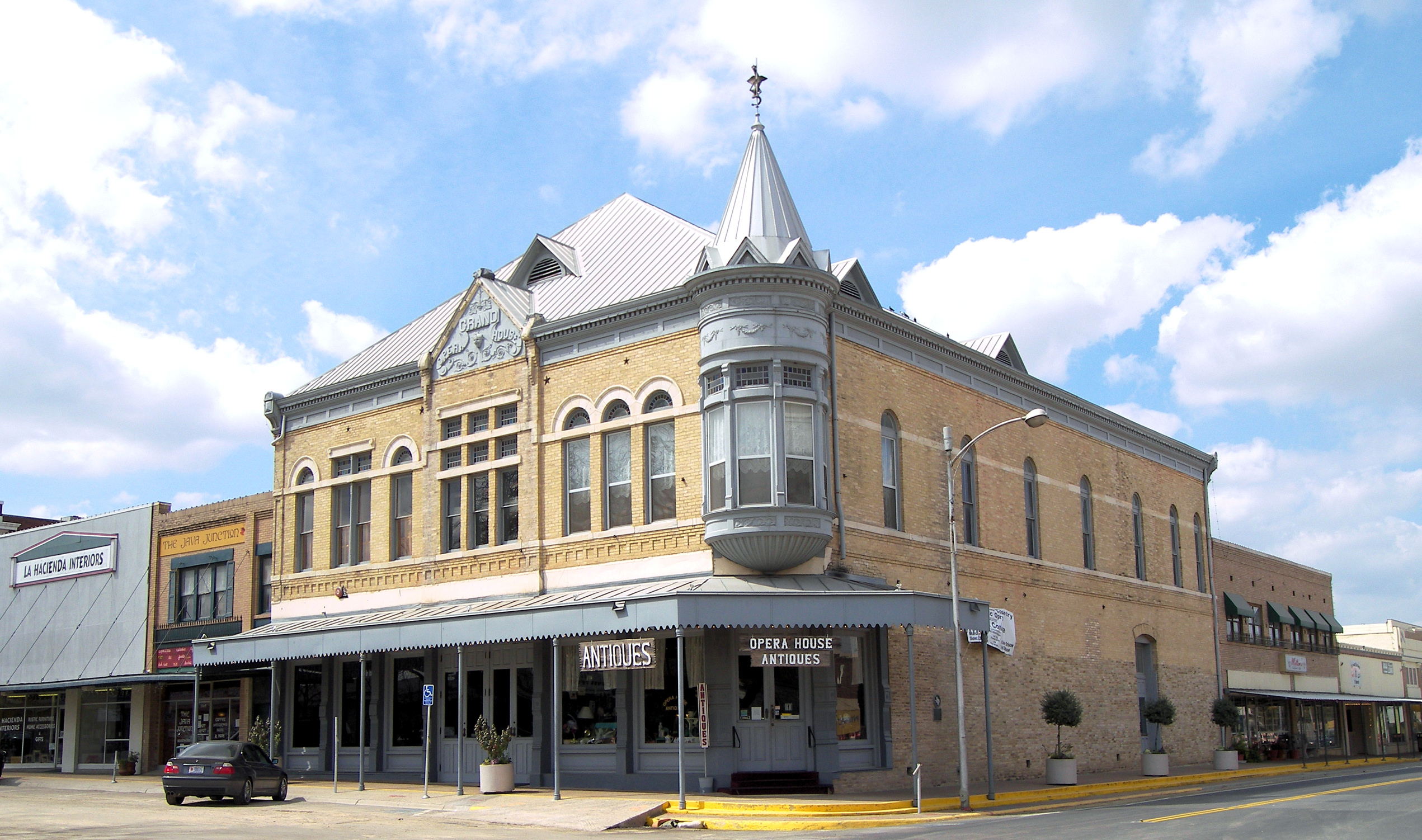
Opera House
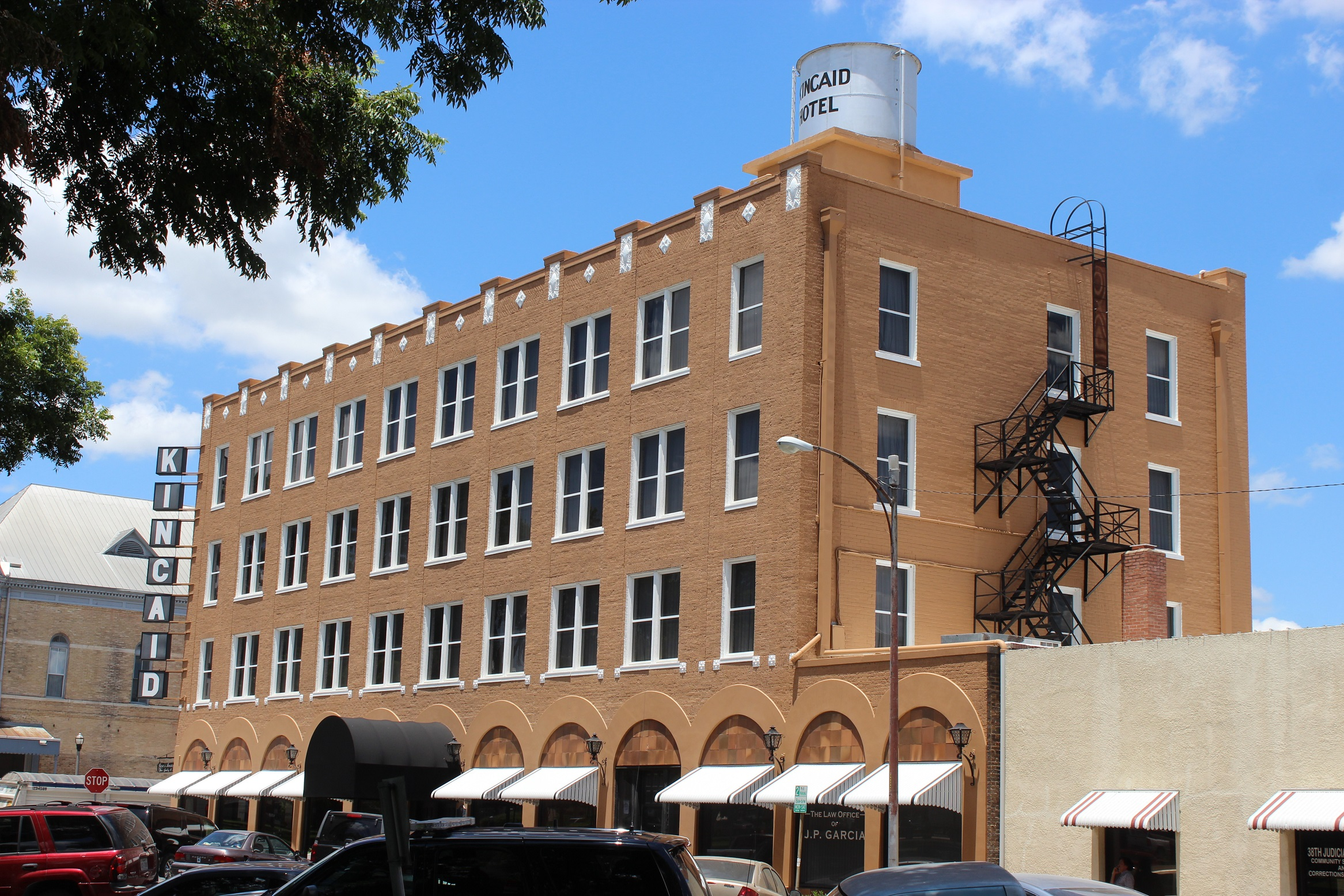
Hotel Kincaid
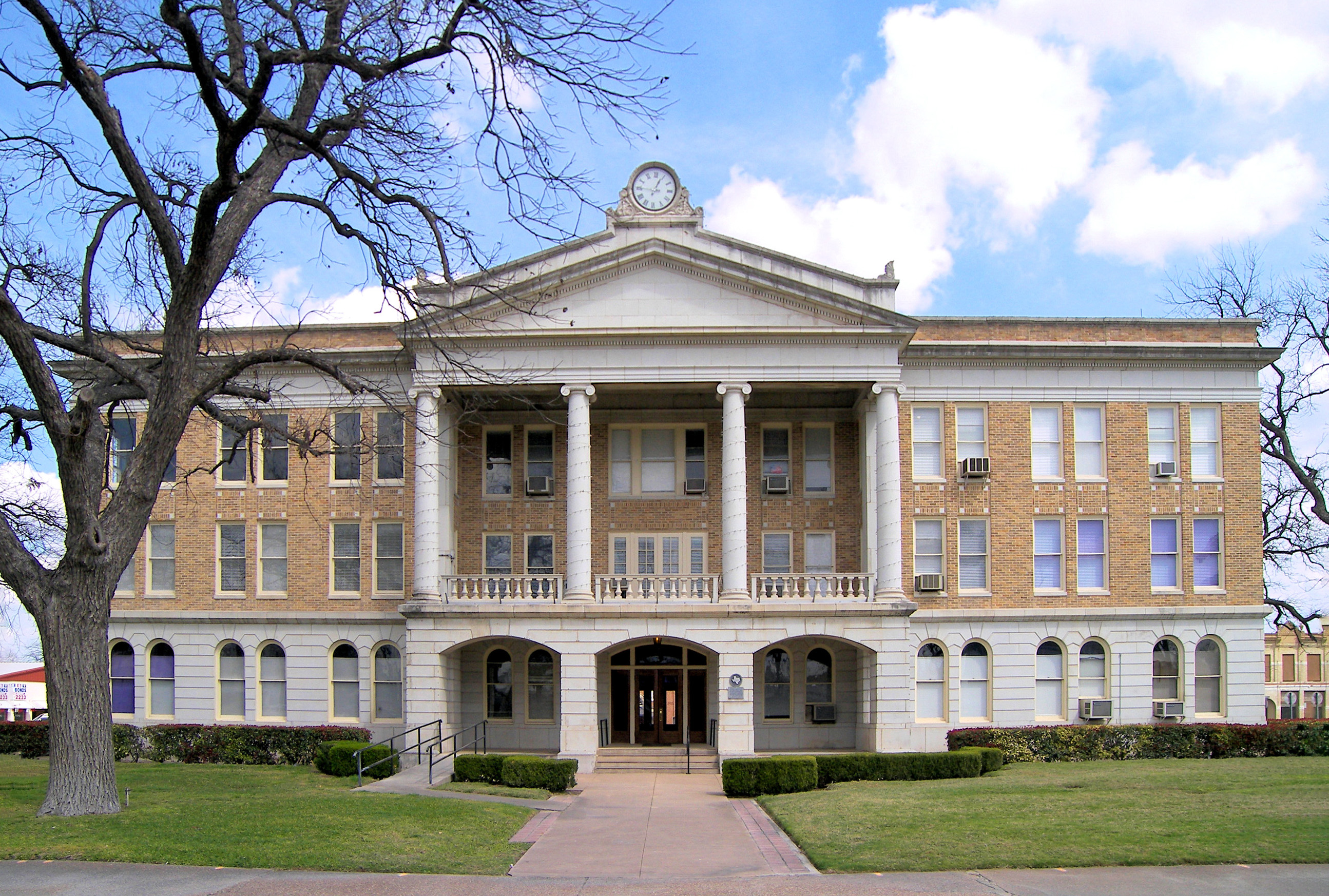
Tribunal de Uvalde
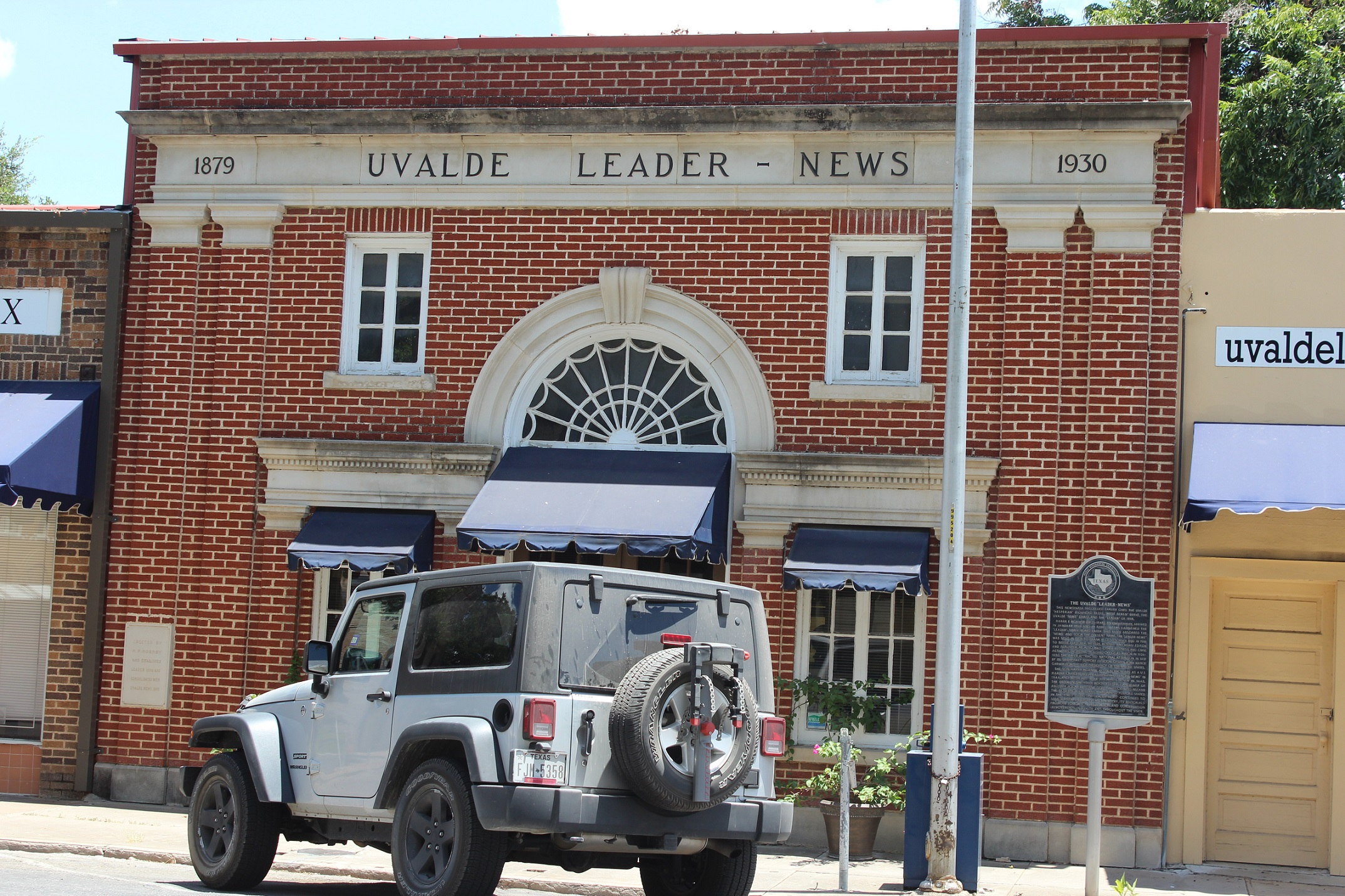
Sede do jornal da cidade
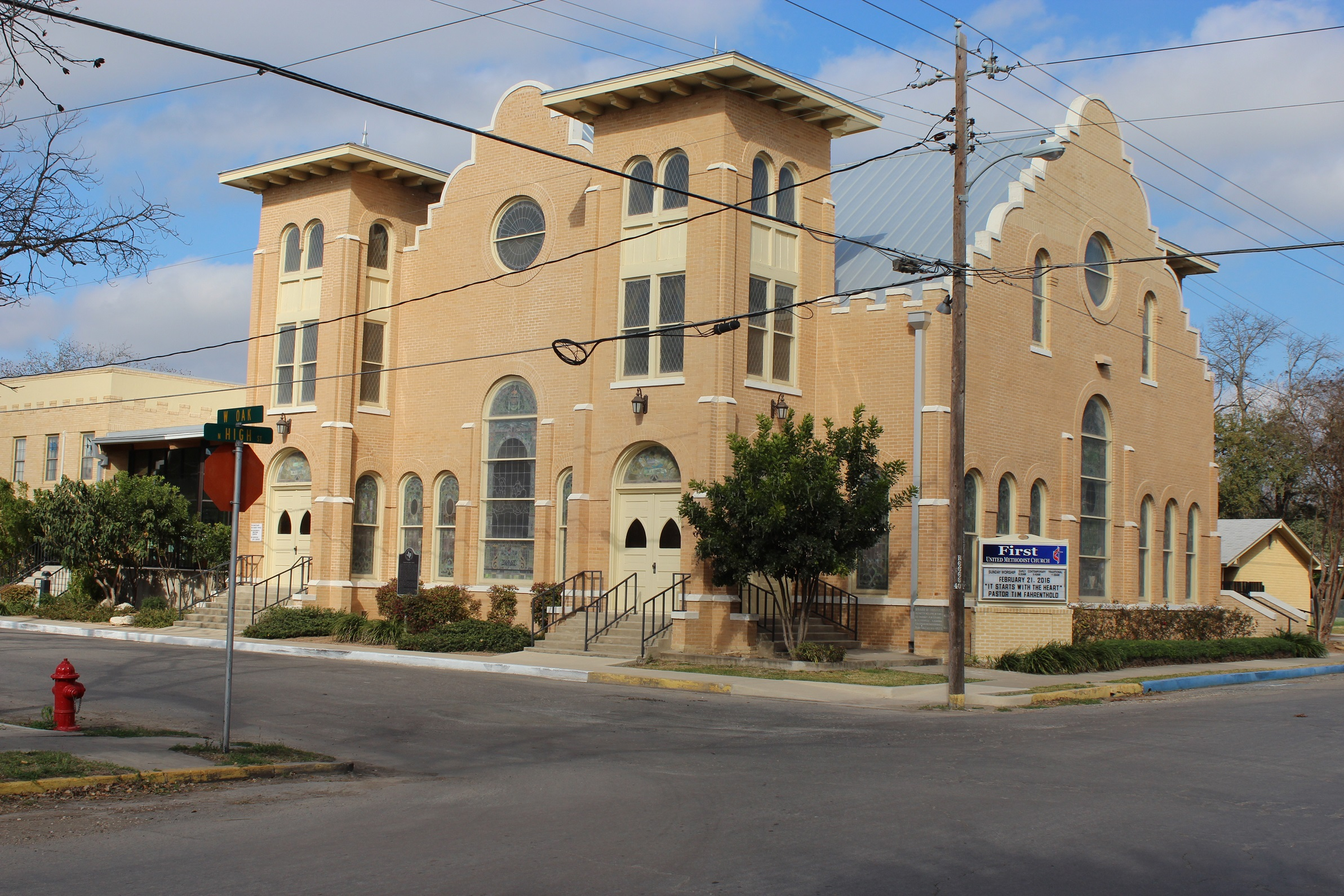
Igreja metodista de Uvalde

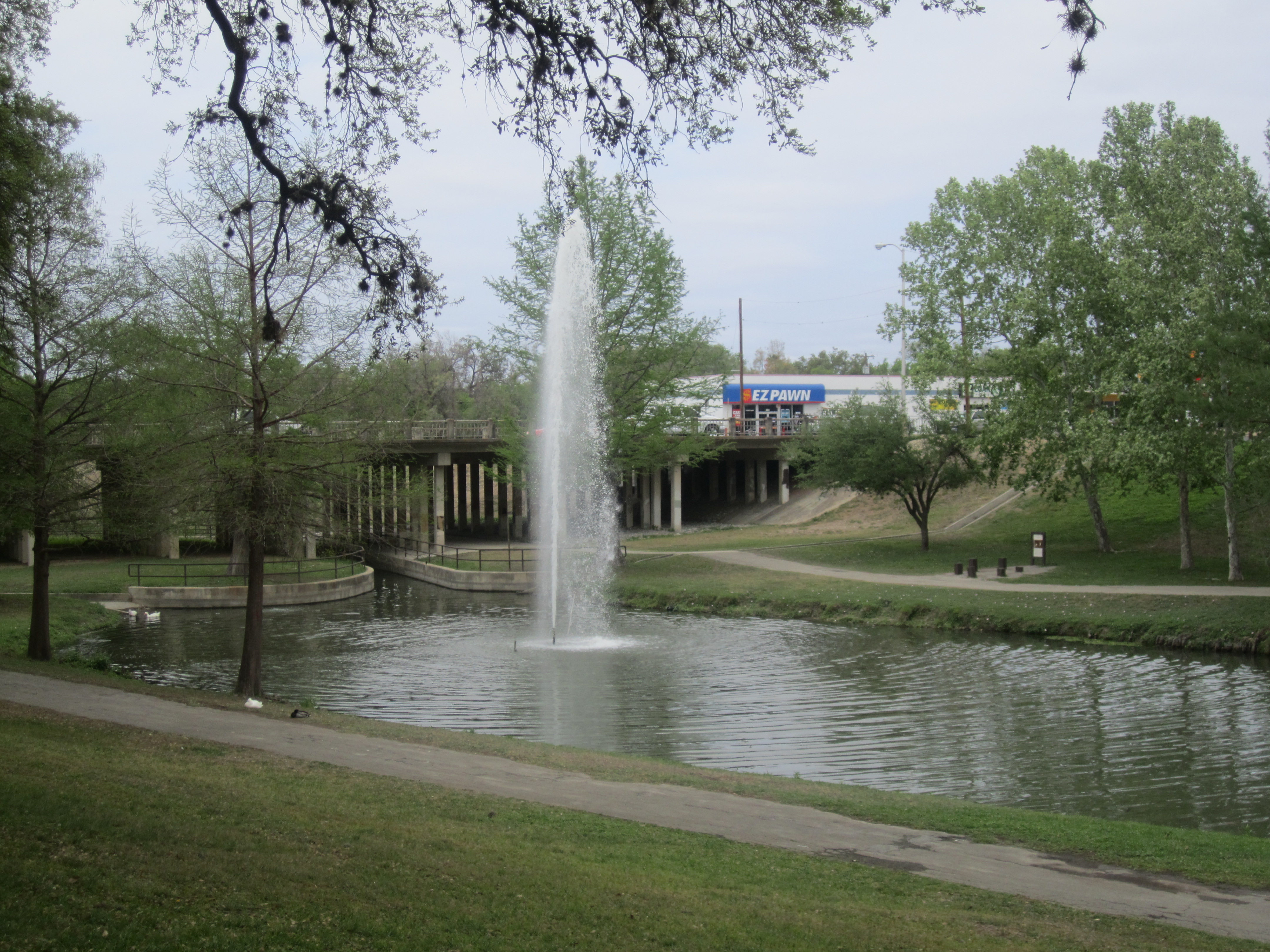
Fonte do rio Leona

## História
Em 1849 um forte (Fort Inge) foi construído na margem leste do Leona. Este local foi colonizado por W.W. Arnett em 1852. Em 1853 também chegou ao local, Reading W. Black, chamado "o pai do condado de Uvalde", que ali abriu uma feitoria e nomeou, em 8155, a comunidade como Encina.
Em 1856 Encina foi renomeada Uvalde.

## Localidades na vizinhança
O diagrama seguinte representa as localidades num raio de 36 km ao redor de Uvalde.

## Demografia
Segundo o censo norte-americano divulgado em julho de 2021, a sua população era de 15.312 habitantes. Desde abril de 2010, segundo os dados, a população teve um aumento de 15,75%.
Segundo dados de 2021, esta, resumidamente, é a situação de Uvalde:
- 52,2% são mulheres
- 81,8% são hispânicos/latinos
- 21,0% vivem em situação de pobreza
- 56,8% falam um idioma, que não o inglês, em casa
- 72,4% têm internet em casa
- 17,2% têm ensino superior completo
- 61,7% das pessoas maiores de 16 anos trabalhavam fora
- 28,1% têm menos de 18 anos de idade

## Geografia
De acordo com o United States Census Bureau, Uvalde tem uma área de 17,4 km², todos cobertos por terra. Uvalde localiza-se a aproximadamente 275 m acima do nível do mar.

## Turismo

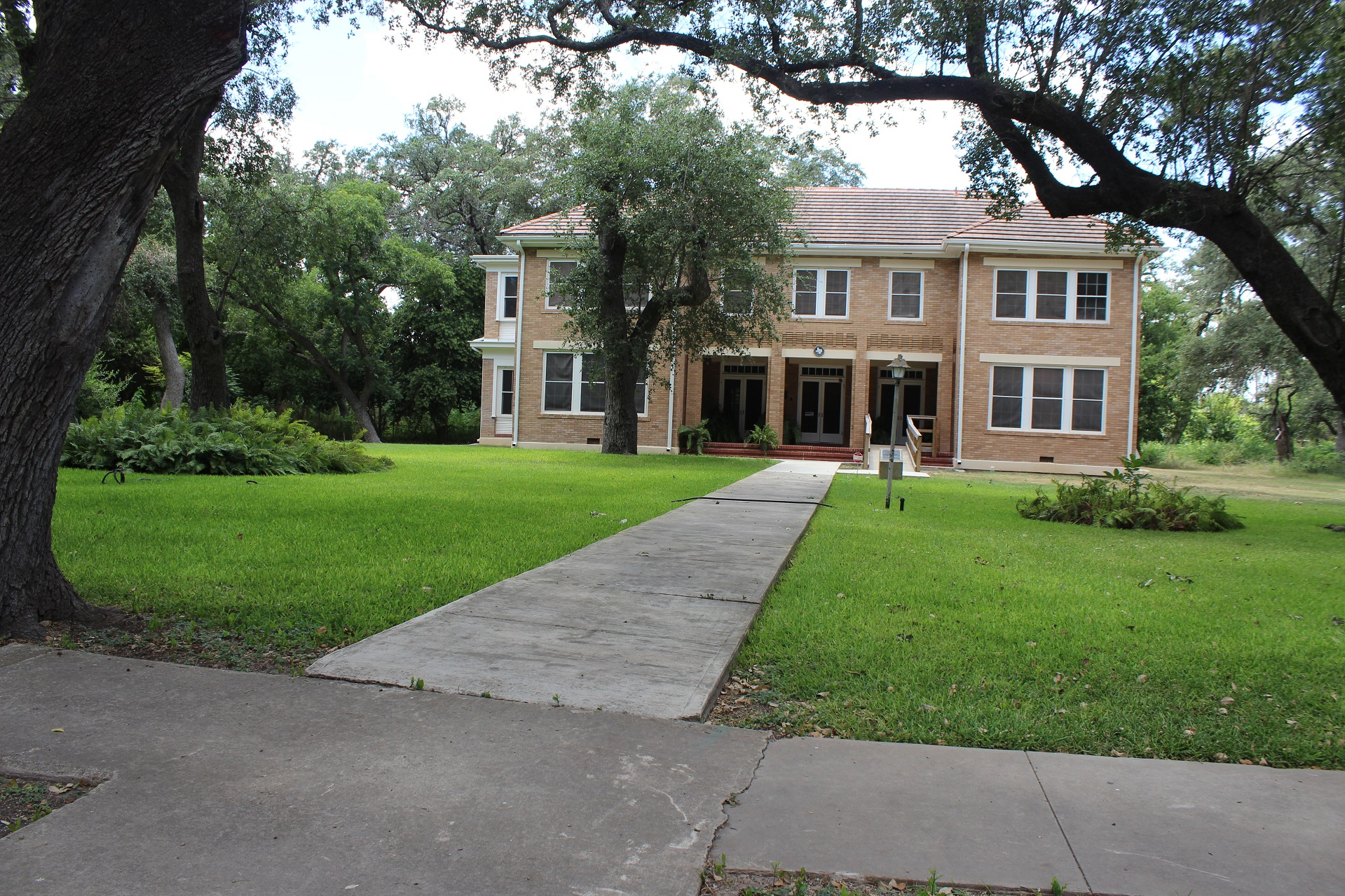
Museu Memorial Garner

As principais atrações são o Museu Memorial Garner, que foi casa do vice-presidente dos EUA John Nance Garner (1933-1941) e o Parque Jardin de los Heroes (Jardim dos Heróis).

## Figuras públicas de Uvalde
- Matthew McConaughey
- Dolph Briscoe
- Dale Evans
- John Nance Garner

## Tiroteio na escola primária Robb
Leia o artigo principal: Tiroteio na escola primária Robb
Em maio de 2022 a cidade se tornou mundialmente famosa após um atirador, Salvador Ramos, matar 21 pessoas -  19 crianças e duas professoras - na Escola Primária Robb. 
Victor Escalon, diretor regional do Departamento de Segurança Pública do Sul do Texas informou dados que ainda estão sendo atualizados. Segundo ele, Salvador Ramos antes de se dirigir para o local das mortes, atirou em sua avó. Nas proximidades da Escola Robb se acidenta e bate seu veículo em uma vala de drenagem de uma via. Ao se deparar com duas pessoas do outro lado da rua realiza disparos contra elas. Caminha em direção ao estacionamento e pula a cerca, quando entra no lado oeste da Robb Elementary School e dispara várias vezes. 
Quatro minutos depois do começo do tiroteio, viaturas começam a chegar e os oficiais da policia local fazem rondas, recuam e se protegem no interior do edifício. Pelo intenso tiroteio, pediram apoio e recursos adicionais, enquanto a evacuação de crianças e professores em outras salas de aula estava em andamento. Após uma hora, equipes táticas chegam e juntos com as equipes locais neutralizam o jovem de 18 anos, matando-o 
Segundo Escalon, a porta na qual Salvador Ramos entrou estava destrancada e nenhuma pessoa o confrontou por estar ali. 
O caso repercutiu nas maiores agências de notícias do mundo, como a chinesa Xinhua, e em jornais como a Al Jazeera, que cobre o Oriente Médio, e na BBC britânica.